# Norwegischer Fußballpokal der Männer 1982
Der norwegische Fußballpokal 1982 (kurz auch NM-Cup 1982 genannt) war die 77. Austragung des Fußballpokalwettbewerbs der Männer. Pokalsieger wurde Brann Bergen. Das Team setzte sich im Finale mit 3:2 gegen Molde FK durch. Durch den Sieg qualifizierte sich Brann für den Europapokal der Pokalsieger 1983/84.
Stand in einem Wiederholungsspiel auch nach Verlängerung kein Sieger fest, wurde dieser per Elfmeterschießen ermittelt.

## 1. Runde
| Datum      |                     | Ergebnis  |                     |
| ---------- | ------------------- | --------- | ------------------- |
| 25.05.1982 | SK Stag             | 0:3       | Eik IF              |
| 26.05.1982 | Avaldsnes IL        | 0:6       | SK Vard Haugesund   |
|            | Kristiansund FK     | 1:3       | SK Sprint-Jeløy     |
|            | Kristiansund FK     | 3:2       | SK Træff            |
|            | Sander IL           | 0:4       | Strømmen IF         |
|            | FK Sparta Sarpsborg | 1:3       | Kvik Halden FK      |
|            | Strindheim IL       | 0:2       | Fram Skatval        |
|            | Sunndal IL          | 2:0       | Clausenengen FK     |
| 27.05.1982 | SK Baune            | 0:3       | Os TF               |
|            | Bergsøy IL          | 1:0       | Langevåg IL         |
|            | Brumunddal IL       | 5:0       | Jevnaker IF         |
|            | Bryne FK            | 7:0       | Verhaug IL          |
|            | Bærum SK            | 2:1       | Bøler IF            |
|            | FK Donn             | 0:2       | FK Vidar            |
|            | Eid IL              | 3:2       | Ørsta IL            |
|            | Fana IL             | 3:0       | IL Sandviken        |
|            | Fram Larvik         | 0:3       | FK Ørn              |
|            | Fredrikstad FK      | 5:0       | Navestad IF         |
|            | Frigg Oslo FK       | 2:0       | Rolvsøy IF          |
|            | Faaberg IL          | 0:1       | Raufoss IL          |
|            | Geithus IL          | 0:5       | Vålerenga Oslo      |
|            | FK Gjøvik Lyn       | 0:4       | Ham-Kam             |
|            | IF Grand Bodø       | 0:0 n. V. | IL Stålkameratene   |
|            | IK Grane Arendal    | 0:3       | Start Kristiansand  |
|            | FK Hald             | 0:1       | IL Varegg           |
|            | Hareid IL           | 0:3       | Aalesunds FK        |
|            | SK Haugar           | 2:0       | Sola FK             |
|            | FK Jerv             | 0:0 n. V. | FK Vigør            |
|            | Klepp IL            | 0:6       | Viking Stavanger    |
|            | Kopervik IL         | 2:1       | SK Djerv 1919       |
|            | Leksvik IL          | 0:3       | Rosenborg Trondheim |
|            | Lillestrøm SK       | 2:0       | SBK Skiold          |
|            | SFK Lyn Oslo        | 2:0       | Finstadbru IF       |
|            | Lyngen IL           | 1:3       | Kåfjord FK          |
|            | Lærdal IL           | 0:2       | Sogndal IL          |
|            | Manglerud Star      | 0:1       | Kongsvinger IL      |
|            | FK Mjølner          | 3:1 n. V. | Harstad IL          |
|            | Mjøndalen IF        | 2:2 n. V. | Ullern IF           |
|            | Mo IL               | 6:2       | Sandnessjøen IL     |
|            | Molde FK            | 3:0       | Åndalsnes IF        |
|            | IL Morild           | 1:2       | SFK Bodø-Glimt      |
|            | Mosjøen IL          | 1:2 n. V. | Henning IL          |
|            | Moss FK             | 6:0       | Lørenskog IF        |
|            | Namsos IL           | 0:3       | Steinkjer FK        |
|            | SK Nessegutten      | 4:1       | Tydal IL            |
|            | Nybergsund IL       | 0:1       | Lillehammer FK      |
|            | Odds BK             | 6:0       | IF Birkebeineren    |
|            | Røros IL            | 1:0       | Folldal IF          |
|            | Sandane TIL         | 1:3 n. V. | Tornado FK          |
|            | Sarpsborg FK        | 2:0       | Kjelsås IL          |
|            | Skarbøvik IF        | 3:1       | IL Hødd             |
|            | Skeid Oslo          | 5:0       | Grue IL             |
|            | IL Stein            | 0:2       | Alta IF             |
|            | IL Stjørdals-Blink  | 2:0       | SK Falken           |
|            | Strømsgodset IF     | 0:3       | KFUM Oslo           |
|            | Teie IF             | 2:2 n. V. | SBK Drafn           |
|            | Tromsø IL           | 3:0       | Skøelv IL           |
|            | Tynset IF           | 3:1       | Sverresborg IF      |
|            | SK Ulf              | 3:1       | Egersunds IK        |
|            | Urædd FK            | 0:4       | IF Pors             |
|            | FBK Voss            | 0:3       | Brann Bergen        |
|            | Østsiden IL         | 3:2       | Drammens BK         |
|            | Åssiden IF          | 1:1 n. V. | Råde IL             |
| 28.05.1982 | Tjølling IF         | 2:1       | Asker SK            |

### Wiederholungsspiele
| Datum      |                   | Ergebnis |               |
| ---------- | ----------------- | -------- | ------------- |
| 02.06.1982 | FK Vigør          | 4:2      | FK Jerv       |
| 03.06.1982 | SBK Drafn         | 1:3      | Teie IF       |
|            | Råde IL           | 0:3      | Åssiden IF    |
|            | IL Stålkameratene | 1:2      | IF Grand Bodø |
|            | Ullern IF         | 0:1      | Mjøndalen IF  |

## 2. Runde
| Datum      |                     | Ergebnis  |                    |
| ---------- | ------------------- | --------- | ------------------ |
| 22.06.1982 | Ham-Kam             | 2:0 n. V. | Brumunddal IL      |
|            | Kåfjord FK          | 0:5       | Mjøndalen IF       |
|            | Lillehammer FK      | 2:4       | Strømmen IF        |
|            | IF Pors             | 4:0       | FK Vigør           |
|            | SK Sprint-Jeløy     | 0:4       | Fredrikstad FK     |
|            | Start Kristiansand  | 4:0       | SK Ulf             |
|            | Teie IF             | 2:1       | Odds BK            |
|            | FK Ørn              | 0:2       | Mjøndalen IF       |
| 23.06.1982 | SFK Bodø-Glimt      | 2:0       | IF Grand Bodø      |
|            | Brann Bergen        | 7:1       | Fana IL            |
|            | Eik IF              | 4:2       | Tjølling IF        |
|            | Fram Skatval        | 1:2 n. V. | Mo IL              |
|            | Henning IL          | 0:3       | Steinkjer FK       |
|            | KFUM Oslo           | 0:3       | Lillestrøm SK      |
|            | Kongsvinger IL      | 7:1       | Bærum SK           |
|            | Kopervik IL         | 1:2       | SK Haugar          |
|            | Kristiansund FK     | 1:5       | IL Stjørdals-Blink |
|            | Kvik Halden FK      | 2:1 n. V. | Østsiden IL        |
|            | Os TF               | 2:1       | IL Varegg          |
|            | Raufoss IL          | 3:1 n. V. | Frigg Oslo FK      |
|            | Rosenborg Trondheim | 1:0 n. V. | SK Nessegutten     |
|            | Røros IL            | 0:2       | Tynset IF          |
|            | Sarpsborg FK        | 2:5       | Moss FK            |
|            | Sogndal IL          | 6:1       | Eid IL             |
|            | Sunndal IL          | 1:0       | Bergsøy IL         |
|            | Tornado FK          | 0:1       | Molde FK           |
|            | SK Vard Haugesund   | 1:4       | Viking Stavanger   |
|            | FK Vidar            | 1:0 n. V. | Bryne FK           |
|            | Vålerenga Oslo      | 2:1       | Skeid Oslo         |
|            | Aalesunds FK        | 0:2       | Skarbøvik IF       |
|            | Åssiden IF          | 2:0       | SFK Lyn Oslo       |
| 24.06.1982 | Alta IF             | 0:2       | Tromsø IL          |

## 3. Runde
| Datum      |                  | Ergebnis  |                     |
| ---------- | ---------------- | --------- | ------------------- |
| 01.07.1982 | SK Haugar        | 0:1       | Brann Bergen        |
| 02.07.1982 | Viking Stavanger | 1:0       | Os TF               |
|            | FK Mjølner       | 2:0       | Tromsø IL           |
| 03.07.1982 | Strømmen IF      | 3:0       | FK Vidar            |
|            | Mo IL            | 0:0 n. V. | SFK Bodø-Glimt      |
| 04.07.1982 | Mjøndalen IF     | 2:1       | Teie IF             |
|            | Moss FK          | 3:1       | Kvik Halden FK      |
| 06.07.1982 | Tynset IF        | 0:2       | Ham-Kam             |
| 07.07.1982 | IF Pors          | 0:3       | Start Kristiansand  |
|            | Steinkjer FK     | 2:1 n. V. | IL Stjørdals-Blink  |
|            | Lillestrøm SK    | 3:1 n. V. | Åssiden IF          |
|            | Kongsvinger IL   | 3:2       | Vålerenga Oslo      |
|            | Raufoss IL       | 0:2       | Sogndal IL          |
|            | Molde FK         | 1:0       | Sunndal IL          |
|            | Fredrikstad FK   | 3:2       | Eik IF              |
|            | Skarbøvik IF     | 1:0       | Rosenborg Trondheim |

### Wiederholungsspiel
| Datum      |                | Ergebnis               |       |
| ---------- | -------------- | ---------------------- | ----- |
| 08.07.1982 | SFK Bodø-Glimt | 0:0 n. V. (10:9 i. E.) | Mo IL |

## 4. Runde
| Datum      |                    | Ergebnis  |                |
| ---------- | ------------------ | --------- | -------------- |
| 25.07.1982 | Sogndal IL         | 2:5 n. V. | Molde FK       |
|            | Fredrikstad FK     | 4:1       | Skarbøvik IF   |
|            | SFK Bodø-Glimt     | 1:4       | Brann Bergen   |
|            | Steinkjer FK       | 1:2       | Mjøndalen IF   |
|            | Lillestrøm SK      | 0:1       | Moss FK        |
|            | FK Mjølner         | 2:1       | Kongsvinger IL |
|            | Start Kristiansand | 4:0       | Ham-Kam        |
|            | Viking Stavanger   | 2:0       | Strømmen IF    |

## Viertelfinale
| Datum      |                    | Ergebnis  |                  |
| ---------- | ------------------ | --------- | ---------------- |
| 25.08.1982 | Brann Bergen       | 4:2       | Mjøndalen IF     |
|            | Moss FK            | 2:0       | FK Mjølner       |
|            | Start Kristiansand | 1:1 n. V. | Viking Stavanger |
|            | Molde FK           | 2:1 n. V. | Fredrikstad FK   |

### Wiederholungsspiel
| Datum      |                  | Ergebnis |                    |
| ---------- | ---------------- | -------- | ------------------ |
| 01.09.1982 | Viking Stavanger | 4:0      | Start Kristiansand |

## Halbfinale
| Datum      |                  | Ergebnis  |          |
| ---------- | ---------------- | --------- | -------- |
| 19.09.1982 | Brann Bergen     | 3:1 n. V. | Moss FK  |
|            | Viking Stavanger | 0:1       | Molde FK |

## Finale
| Brann Bergen                                | Brann Bergen | Molde FK | Molde FK |
| ------------------------------------------- | --- | --- | -------- |
| Brann Bergen                                | \| Finale \| \| 24. Oktober 1982 in Oslo (Ullevaal-Stadion) \| \| Ergebnis: 3:2 (2:2) \| \| Zuschauer: 24.000 \| \| Schiedsrichter: Torbørn Aass \| \| Spielbericht \|                                                                          | \| Finale \| \| 24. Oktober 1982 in Oslo (Ullevaal-Stadion) \| \| Ergebnis: 3:2 (2:2) \| \| Zuschauer: 24.000 \| \| Schiedsrichter: Torbørn Aass \| \| Spielbericht \|                                                                                | Molde FK |
| Brann Bergen                                | Stein Norstad – Hans Brandtun, Tor Strand, Bjørn Brandt, Asgeir Kleppa – Kjell Rune Pedersen (83. Terje Rolland), Arne Møller, Neil McLeod – Ingvar Dalhaug (64. Øyvind Pettersen), Finn Einar Krogh, Geir Austvik Cheftrainer: Arve Mokkelbost | Inge Bratteteig – Tor Gunnar Hagbø, Bertil Stranden, Ulrich Møller , Per Arne Aase (87. Stig Monsen) – Geir Malmedal, Rune Ulvestad, Ivar Helge Mittet (74. Einar Sekkesether) – Stein Olav Hestad, Jan Berg, Steinar Henden Cheftrainer: Jan Fuglset | Molde FK |
| Brann Bergen                                | 1:0 Geir Austvik (18.) 2:2 Ingvar Dalhaug (43.) 3:2 Neil McLeod (60.) | 1:1 Rune Ulvestad (22.) 1:2 Steinar Henden (36.) | Molde FK |
| Brann Bergen                                | Øyvind Pettersen (88.) | | Molde FK |
| Finale                                      | | |          |
| 24. Oktober 1982 in Oslo (Ullevaal-Stadion) | | |          |
| Ergebnis: 3:2 (2:2)                         | | |          |
| Zuschauer: 24.000                           | | |          |
| Schiedsrichter: Torbørn Aass                | | |          |
| Spielbericht                                | | |          |